# هیروناکا تاکاکانه
هیروناکا تاکاکانه (به ژاپنی: 弘中 隆兼 یا 弘中 隆包 Hironaka Takakane)؛ ۱۵۲۱? – ۱۵۵۵) یک سامورایی در دوره سنگوکو در ژاپن و یکی از مهم‌ترین ملازمان خاندان اوئوچی بود.